# 165e méridien est
En géographie, le 165e méridien est est le méridien joignant les points de la surface de la Terre dont la longitude est égale à 165° est.

## Géographie

### Dimensions
Comme tous les autres méridiens, la longueur du 165e méridien correspond à une demi-circonférence terrestre, soit 20 003,932 km. Au niveau de l'équateur, il est distant du méridien de Greenwich de 18 368 km,.
Avec le 15e méridien ouest, il forme un grand cercle passant par les pôles géographiques terrestres.

### Régions traversées
En commençant par le pôle Nord et descendant vers le sud au pôle Sud, Le 165e méridien est passe par:
| Coordonnées           | Pays, territoire ou mer  | Notes |
| --------------------- | ------------------------ | --- |
| 90° 00′ N, 165° 00′ E | Océan Arctique           | |
| 75° 08′ N, 165° 00′ E | Mer de Sibérie orientale | |
| 69° 34′ N, 165° 00′ E | Russie                   | Tchoukotka Kraï du Kamtchatka — à partir de 64° 41′ N, 165° 00′ E                                                                      |
| 59° 50′ N, 165° 00′ E | Mer de Bering            | Passe juste à l'est de l'Île Karaguinski, Kraï du Kamtchatka, Russie (à 59° 02′ N, 164° 44′ E)                                         |
| 55° 35′ N, 165° 00′ E | Océan Pacifique          | Passe juste à l'ouest de l'atoll Bikini, Îles Marshall (à 11° 35′ N, 165° 12′ E)                                                       |
| 10° 15′ S, 165° 00′ E | Mer de Corail            | |
| 20° 42′ S, 165° 00′ E | Nouvelle-Calédonie       | |
| 21° 22′ S, 165° 00′ E | Mer de Corail            | |
| 24° 56′ S, 165° 00′ E | Océan Pacifique          | |
| 60° 00′ S, 165° 00′ E | Océan Austral            | Passe juste à l'est de l'Île Sturge, Îles Balleny, Liste des territoires revendiqués par la Nouvelle-Zélande (à 67° 33′ S, 164° 49′ E) |
| 70° 36′ S, 165° 00′ E | Antarctique              | Dépendance de Ross, Liste des territoires revendiqués par la Nouvelle-Zélande                                                          |
| 74° 34′ S, 165° 00′ E | Océan Austral            | Mer de Ross |
| 77° 54′ S, 165° 00′ E | Antarctique              | Dépendance de Ross, Liste des territoires revendiqués par la Nouvelle-Zélande                                                          |